# 13. arrondissement i Paris
13. arrondissement i Paris er et af Paris 20 arrondissementer og er placeret på venstre Seinebred. Det kaldes også arrondissement des Gobelins.

## Geografi

### Bykvarterer
Arrondissementet er delt i fire bykvarterer:
- Salpêtrière
- Gare
- Maison-Blanche
- Croulebarbe

## Demografi
| År   | Befolkning |
| ---- | ---------- |
| 1954 | 165.616    |
| 1962 | 167.647    |
| 1968 | 158.524    |
| 1975 | 163.735    |
| 1982 | 170.320    |
| 1990 | 171.269    |
| 1999 | 171.577    |
| 2008 | 179.500    |
| 2013 | 185.489    |